# Janskamp
Janskamp is een woonwijk in het noorden van het Twentse dorp Denekamp, de grootste plaats in de Nederlandse gemeente Dinkelland. In 2010 had de wijk 2365 inwoners. De wijk is opgezet in de jaren zeventig en tachtig van de twintigste eeuw in woonerfmodel en telt 845 woningen